# ロマンシェ断裂帯
ロマンシェ断裂帯（ロマンシェだんれつたい、英: Romanche Trench）とは、大西洋にあるプエルトリコ海溝、サウスサンドウィッチ海溝に次いで3番目に深い断裂帯である。
大西洋で最も狭い部分にあり、北緯2度から南緯2度、西経16度から西経20度に伸びている。

## 地理
ロマンシェ断裂帯は大西洋の主なトランスフォーム断層の一部であり、北東にシエラレオネ海盆、南方に南大西洋海盆、北ブラジル海盆がある。

## 深層海流
ロマンシェ断裂帯は水深7760メートル、長さ300キロメートル、平均幅19キロメートル。深層海水は西から東大西洋盆地へ3.6×106 m³/s水温1.57度で流入する。